# Beycesultan
Beycesultan es un yacimiento arqueológico de Anatolia occidental, ubicado en el valle del río Büyük Menderes (Meandro), a unos 5 km al suroeste de la ciudad moderna de Çivril, en la provincia de Denizli, en Turquía. Originariamente debió encontrarse a lo largo del un afluente menor del Meandro, en la actualidad seco.

## Historia
Beycesultan fue ocupada desde el período calcolítico tardío. Se yergue sobre un gran montículo de casi 1 km de diámetro y 25 m de altura.
El asentamiento aumentó en tamaño y prominencia durante el III milenio a. C., con notables edificios civiles y religiosos. Su desarrollo alcanzó su punto máximo en el II milenio a. C. con la construcción de un palacio enorme y estructuras anejas. El Palacio fue abandonado y luego destruido hacia el año 1700 a. C. A partir de entonces, Beycesultan fue influida grandemente desde el oeste, principalmente el mar Egeo y Creta.
Después de unos siglos de semiabandono, Beycesultan comenzó a crecer de nuevo, esta vez más influida por las regiones hititas de Anatolia. Aunque más pequeña que la ciudad anterior, era de impresionante tamaño. Este segundo florecimiento de Beycesultan terminó hacia el año 1200 a. C., fue completamente destruida como en aquel momento lo fueron muchas ciudades de Anatolia.
A principios de la Bronce antiguo, la ciudad se expandió: el asentamiento se amplió, se erigió una imponente muralla y se construyó el primer edificio religioso, un único templo.
También fue ocupada, a una escala menor, en época bizantina, selyúcida y otomana. Se ha supuesto que fue la ciudad y sede episcopal de "Ilouza" (Ιλούζα) y posiblemente la hitita Wilusa.

## Arqueología
El yacimiento de Beycesultan consiste en dos montículos (tepe), divididos por un antiguo camino comercial. La altura máxima de 25 metros corresponde al montículo occidental y tiene alrededor de un kilómetro de diámetro.

### Excavaciones
La localidad fue estudiada por los arqueólogos del British Institute of Archeology de Ankara, dirigido entonces por Seton Lloyd. La primera expedición fue organizada en 1953, con la participación del mismo Lloyd, de James Mellaart (el descubridor de Çatalhöyük) y de Oliver Robert Gurney. La excavación sistemática se inició en la primavera del año siguiente y se prolongó hasta 1959. Cada temporada de excavaciones tuvo una duración de dos meses.

De 2002 a 2007, se efectuó una campaña de excavaciones del yacimiento y de su región bajo la dirección de Eşref Abay de la Universidad del Egeo. Los trabajos continúan hasta el presente conjuntamente con la Universidad Adnan Menderes.

### Hallazgos
En el Bronce antiguo se construyeron santuarios con una cella rectangular precedida de un pórtico. En el eje principal del interior se erigieron altares, cerca del extremo oriental.  E altar estaba generalmente formado por dos estelas de arcilla, precedidas por una estructura en forma de bucráneo estilizado. En torno a estas construcciones se hallaron recipientes para las ofrendas, hornos circulares y a veces ajuares para sacrificios cruentos.
De finales del Bronce antiguo es también una estructura, una especie de megaron, compuesta por tres edificios.
Durante el Bronce medio se produce el florecimiento arquitectónico de Beycesultan. Al segundo cuarto del II milenio a. C.
pertenece el edificio más característico del lugar: el llamado Palacio quemado. En la zona occidental surgieron un grupo de edificios públicos comprendidos dentro de un recinto autónomo interno respecto a la más amplia muralla defensiva de la ciudad.

#### Palacio quemado
Erigido con un gran lujo en la zona occidental del tepe, su nombre de debe a que fue destruido por un incendio. El complejo arquitectónico tiene un diámetro de poco más de 70 m. Se han sacado a la luz 47 espacios, entre estancias cubiertas y patios a cielo abierto. Los cimientos son de piedra, en ocasiones reforzados con troncos de madera, mientras que los muros son de adobe insertado en estructuras de madera. Está atestiguada la existencia de plantas superiores, casi siempre de madera, y de galerías, también de madera. Los pavimentos están mal acabados y cubiertos simplemente por esteras.
Después del incendio, el ala este fue de nuevo ocupada. El ala oeste, abandonada después de la catástrofe y sin modificaciones posteriores, está mejor conservada.
Se abrían dos accesos en la zona sureste del palacio: uno tenía dimensiones reducidas y puede considerarse una especie de entrada para el servicio; el otro, orientado hacia el río, estaba precedido por una rampa amplia, para el paso de los caballos, que descendía en suave pendiente hasta la orilla. Por esta última puerta, a través de un vestíbulo, se accedía a una sala pavimentada con arcilla, en la que se abría un estanque lustral de una profundidad de 25 cm. Las paredes estaban revocadas de blanco y pintadas de rojo, para subrayar la importancia de este sector. A lo largo de los muros se alineaban diversas jarras para la conservación del agua.
En el centro de esta zona del palacio se hallaba una segunda sala cuyas paredes mostraban, sobre una base de revoco blanco, franjas horizontales de pintura roja, amarilla y blanca de unos 50 cm de altura. Esta estancia, era presumiblemente una sala de audiencias, a la que se accedía mediante una pequeña rampa en pendiente. El pavimento estaba sobreelevado cerca de 1 m. La estancia mide 9 x 11 m y puesto que no presenta huellas de basamentos, se piensa que, al menos en parte, debía estar a cielo abierto.
Una tercera sala de representación, también con paredes pintadas de rojo sobre revoque blanco, tenía un hogar. La presencia de restos de basamentos sugiere que existiría una cubierta sustentada por columnas. Otras estancias estaban destinadas a almacenes, mientras que una más pequeña era quizás el vano de una escalera que conducía a la planta superior.
El ala este, que fue reutilizada después del incendio, presentaba estancias amplias, cuyos pavimentos a menudo no eran de tierra batida, sino que estaban construidos con guijarros insertados en una estructura de vigas de madera paralelas. En este sector hay conductos excavados en la base de los muros que, según han interpretado los arqueólogos, podrían haberse tratado de una instalación primitiva de ventilación. el ala este poseía una planta superior, a la que se accedía por medio de una amplia escalinata. Entre las dos alas del palacio se abría un patio de 30 x 20 m en el centro del complejo palaciego.
Por una parte, el refinamiento del Palacio quemado de Beycesultan (correspondiente al nivel 5 del lugar, datable entre 1900 y 1750 a. C.) y por otra, la presencia de lugares igualmente ricos y bien organizados en Anatolia suroccidental, permita hacerse una idea de la situación económica política en el segundo cuarto del II milenio a. C.